# Konrad Becker (Theologe)
Konrad Becker, auch Pistorius oder Pistor, (* in Braunschweig; † 1588 ebenda) war ein evangelisch-lutherischer Theologe.

## Leben
Becker wurde als Sohn eines Bürgermeisters in Braunschweig geboren. Er war ein häufig gerufener streitbarer lutherischer Theologe, der mit Joachim Mörlin, Martin Chemnitz und Tilemann Heßhusen in Verbindung stand. Er promovierte 1552 in Wittenberg zum Doktor der Theologie, studierte weiter in Rostock und kehrte als Dozent nach Wittenberg zurück. Als strenger Gnesiolutheraner ging er als Pfarrer nach Königsberg und Braunschweig, 1555 nach Güstrow und 1556 nach Stade als Hauptprediger an die St. Pancratii Kirche, wo er Superintendent wurde.
Er heiratete in Braunschweig. 1558 wurde er auf Empfehlung Mörlins als Superintendent nach Hildesheim empfohlen, blieb jedoch in Stade. Heßhusen schlug vor, er solle als Superintendent nach Bremen gehen. Auch dies scheiterte, wohl vorrangig wegen des dortigen Streits zwischen Reformierten und Lutheranern.
1562 ging er als Superintendent und Domprediger nach Güstrow und nahm dort an allen kirchlichen Organisationen der mecklenburgischen Kirche bis 1578 teil. 1562 wandte er sich zusammen mit David Chyträus und Simon Pauli gegen das Lüneburger Edikt, dass von der Kanzel aus niemand namentlich angegriffen werden dürfe. 1569 beteiligte er sich an der Vertreibung von Johann Beatus aus Rostock. Im selben Jahr wurde er wegen Auseinandersetzungen mit dem Güstrower Magistrat auf Betreiben der Herzöge Johann Albrecht und Anton Ulrich als Superintendent nach Rostock versetzt. Hier betrieb er gegen den Widerstand der Universität die Einrichtung eines Konsistoriums, das im Wesentlichen ein geistliches Gericht war. Als die Einrichtung des Konsistoriums 1571 erfolgte, wurde er Assessor desselben. Von 1574 bis 1577 wohnte er als Vertreter der Rostocker Theologen den Verhandlungen über die Konkordienformel bei und unterschrieb diese 1577.
Als er 1578 den Herzog Anton Ulrich persönlich kritisierte, wurde er als Professor entlassen, blieb aber noch als Doktor an der Universität. 1581 folgte er einem Ruf nach Antwerpen und ging noch im selben Jahr als Prediger nach Wien. Kaiser Rudolf II. untersagte Ende desselben Jahres jedoch die Ausübung der evangelischen Religion. 1582 erhielt er im Oktober eine Stelle als Superintendent in Hildesheim. Hier gab es 1586 einen Streit mit dem Rat über den Katechismus und die Kompetenzen, so dass er auch hier entlassen wurde und in seine Heimatstadt zurückkehrte, wo er verstarb.